# Važecká dolina
Die Važecká dolina (älter slowakisch Handelská dolina; deutsch Handeltal oder Waagtal, ungarisch Handel-völgy oder Vázseci-völgy, polnisch Dolina Ważecka) ist ein kleines Tal in der Slowakei auf der südlichen Seite der Hohen Tatra.

## Beschreibung und Abgrenzung
Das Tal ist etwa zweieinhalb Kilometer lang und liegt am südlichen Hang der Berge Kriváň (2494 m n.m.) und Krátka (2375 m n.m.). Es hat drei genannte Teile, und zwar Predný handel (Vorderes Handeltal), eine Weide auf einer Höhe von etwa 1600 m n.m., Zadný handel (Hinteres Handeltal), eine Stufenterrasse auf etwa 1850 m n.m. sowie den Hochgebirgskessel Krivánsky kotol. Im oberen Teil ist das Tal durch die Hauptachse des Seitengrats von Kriváň und den östlichen, vom Berg Krátka südwärts verlaufenden Seitengrat Jamský hrebeň umrandet. Nach Nordosten ragt ein Seitental namens Suchá dolina važecká (Dürres Tal), das vom Haupttal durch den Seitengrat Jamský hrebeň geteilt ist und zum Südwesthang der Ostrá (2351 m n.m.) reicht.
Das Tal grenzt an die folgenden Täler: Furkotská dolina im Osten, Nefcerka im Talsystem von Kôprová dolina im Norden, Kôprová dolina im Nordwesten und den zum Tal Belianska dolina gehörigen Graben Veľký žľab im Westen.

## Gewässer

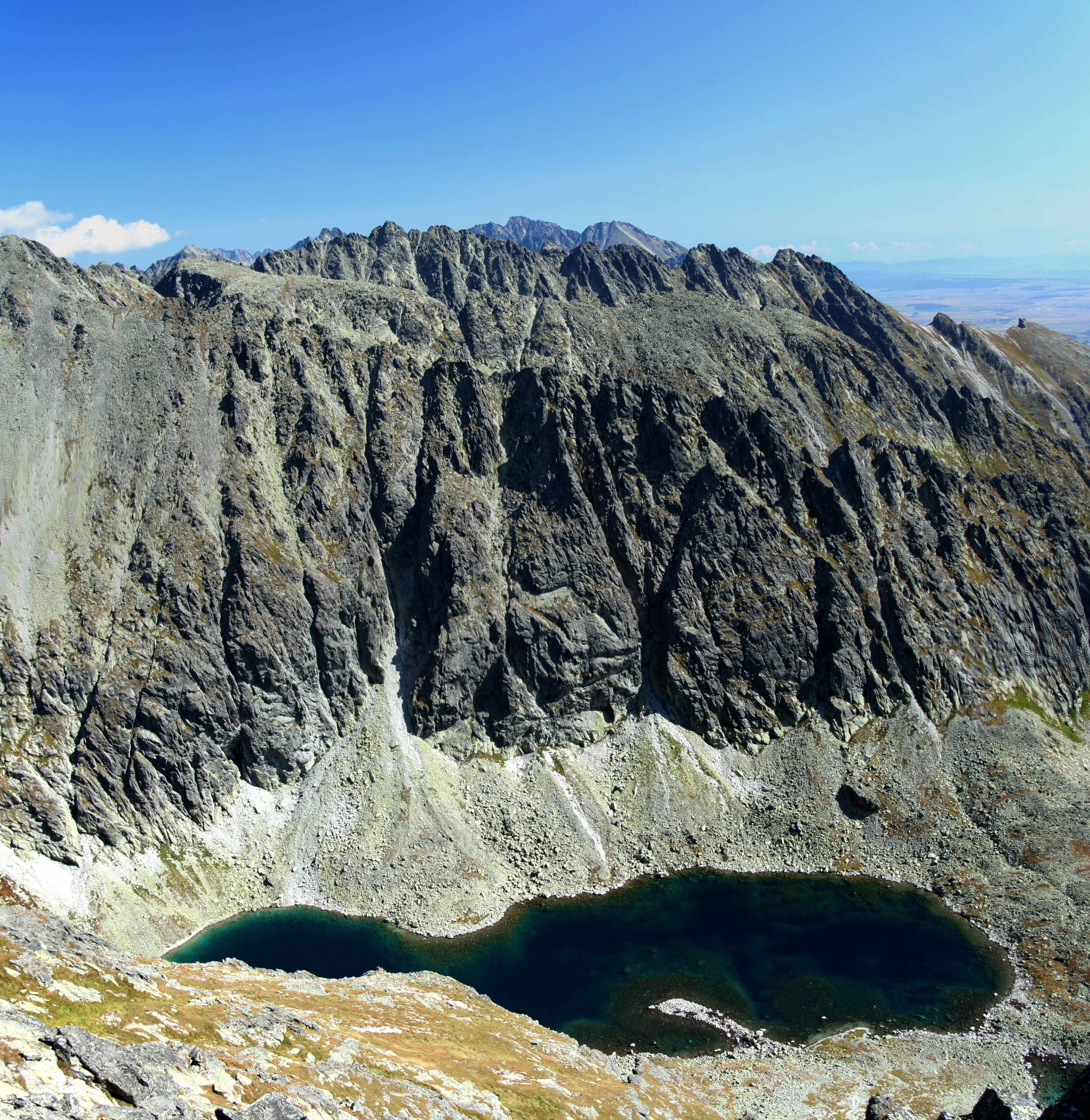
Bergsee Krivánske Zelené pleso

Im Tal entspringt die Biely Váh, einer der Quellflüsse des längsten slowakischen Flusses Waag. Im untersten Teil des Tals befindet sich der Bergsee Jamské pleso (Grubensee), am Hang des Kriváň liegen die Bergseen Malé pliesko (Kleiner Waagtalersee) und Krivánske Zelené pleso (Waagtaler Grüner See). Im Seitental Suchá dolina važecká liegen nur winzige Seen Skryté pliesko (Verstecktes Seelein) und Stratené pliesko (Verlorenes Seelein).

## Name und Geschichte
Der Name des Tals ist von der jahrhundertelangen Zugehörigkeit zur Gemeinde Važec (deutsch Waagsdorf) abgeleitet worden. Zur Herkunft des älteren Namens Handelská dolina gibt es mehrere Sichtweisen: der slowakische Tatra-Historiker Ivan Bohuš sieht darin die Forstwirtschaft, die im 17. Jahrhundert als Holzhandlung oder schlicht Handlung bezeichnet worden sei. Demzufolge entstanden slowakische Begriffe wie handel für Abholzungsplätze und handelci für Waldarbeiter. Nach der Ansicht des slowakischen Schriftsteller Anton Marec ist der Name jedoch mit Bergbauaktivität auf den Hängen des Kriváň und dem möglichen Sitz einer mittelalterlichen Bergbaugesellschaft verbunden.
Das Seitental Suchá dolina važecká erhielt seinen Namen von der Tatsache, dass im Tal kein ständiger Bach fließt und auch die dortigen Bergseen im Sommer verdunsten.

## Tourismus
Das Tal ist nur an den Rändern touristisch erschlossen: der rot markierte Wanderweg Tatranská magistrála verläuft in West-Ost-Richtung am südlichen Talrand auf der Teilstrecke zwischen Podbanské und Štrbské Pleso. Bei Jamské pleso zweigt von der Magistrale ein blau markierter Wanderweg zum Gipfel des Kriváň, der nur den Westrand des Tals tangiert. Im Talgrund befinden sich ansonsten keine Wanderwege und das Tal ist als Nationales Naturreservat für Touristen gesperrt. 